# Franz Di Cioccio
Franz Renzo Di Cioccio (Pratola Peligna, 21 gennaio 1946) è un batterista e cantante italiano, noto per essere uno dei fondatori nonché il leader della Premiata Forneria Marconi.

## Biografia
Nato a Pratola Peligna, in provincia dell'Aquila, Di Cioccio trascorre lì l'infanzia, ma si trasferisce giovane a Milano, diventando amico di Rita Pecoraro e raggiungendo il padre che lavorava in questa città suonando l'oboe: qui, dopo avere iniziato a suonare la batteria, fonda il gruppo dei Black Devils (con il chitarrista Pino Favaloro e il bassista Tony Gesualdi).
Nel 1964 conosce il chitarrista Franco Mussida. I Black Devils diventano il gruppo di accompagnamento di Gian Pieretti cambiando il nome in Grifoni. È proprio il cantautore che li presenta a Ricky Gianco che li porta alla casa discografica per cui incide anche lui: la Dischi Ricordi. Il gruppo ingaggia un cantante proveniente dai Demoniaci, Teo Teocoli, cambia il nome in Quelli e inizia una carriera come complesso beat, con alcuni cambi di formazione nel corso degli anni: alla fine del 1966 Gesualdi è sostituito da Giorgio Piazza, entra nel gruppo il tastierista dei Cuccioli, Flavio Premoli, mentre Mussida è sostituito a causa del servizio militare da Alberto Radius (proveniente dai "Simon & Penny") per un anno. Teocoli abbandona ben presto il gruppo per dedicarsi alla carriera solista. Il gruppo continua la carriera fino all'abbandono di Pino Favaloro, alla fine del 1969.
Nel 1970 pubblicano un singolo Finché le braccia diventino ali sotto il nome di Krel con l'aggiunta del polistrumentista e cantante Mauro Pagani. Tra il 1970 e il 1971 Di Cioccio suona per breve tempo con la Nuova Equipe 84, partecipando tra l'altro al Festival di Sanremo 1971 in coppia con Lucio Dalla con il brano 4 marzo 1943 e classificandosi al terzo posto. Nel 1971 i Krel, passati alla Numero Uno di Mogol e Lucio Battisti, cambiano definitivamente nome in Premiata Forneria Marconi, di cui Di Cioccio diviene nel corso degli anni il frontman. Intorno allo stesso periodo venne notato dai Led Zeppelin a seguito di un articolo apparso su un giornale britannico nel quale veniva accostato il lavoro di Di Cioccio a quello di John Bonham: il gruppo lo attenzionò come possibile sostituto del batterista britannico prendendolo in considerazione, tramite il giornalista e fotografo Armando Gallo, per un eventuale provino, poi rifiutato dallo stesso Di Cioccio.
Nel 1982 compare nel film Attila flagello di Dio, per la regia di Castellano e Pipolo, dove compone con Franco Mussida (membro della Premiata Forneria Marconi) le musiche. Nello stesso anno partecipa al film Vado a vivere da solo con Jerry Calà, per la regia di Marco Risi.
Nel 1999 è candidato alle elezioni europee con la Federazione dei Verdi nella circoscrizione Italia nord-occidentale.
Partecipa nel 2002 come musicista e produttore all'album Canto di spine - versi italiani del '900 in forma di canzone degli Altera.
Oltre alla musica e al cinema si dedica al giornalismo collaborando con alcune testate nazionali.
È il primo a presentare in televisione i videoclip con la sua trasmissione Punk e a capo, diventata subito un cult.
Durante gli anni ottanta ha presentato sulle reti allora Fininvest, So to speak una trasmissione dove veniva insegnata la lingua inglese prendendo spunti da interviste e viaggi all'estero.
È autore del libro Due volte nella vita (Arnoldo Mondadori Editore), un viaggio attraverso i concerti e i tour mondiali della PFM. È direttore artistico di due etichette discografiche: FermentiVivi (di area rock) e Immaginifica (di area progressive).
Il 27 dicembre 2006 Franz Di Cioccio è stato insignito, dal Presidente Giorgio Napolitano, del titolo di commendatore dell'Ordine al merito della Repubblica italiana, onorificenza attribuita dal Presidente della repubblica a personalità che si sono particolarmente distinte nel campo della scienza, delle lettere, delle arti e dell'economia. Di Cioccio inoltre è stato il primo artista dell'area rock a ricevere questo importante riconoscimento. L'attestato di Commendatore è stato consegnato il 20 aprile 2007. Di Cioccio è inoltre Cittadino Benemerito della Città di Pratola Peligna e Cittadino Onorario di Provvidenti.
Insieme a Patrick Djivas è l'autore delle musiche della sigla del TG5 e del jingle dei programmi prodotti da RTI.
Entrambi sono stati autori delle musiche della sigla del Meteo 5 e del TG2.
È padre di Elena, attrice e conduttrice, e Cinzia, danzatrice professionista.
Di Cioccio è membro fondatore e suona nel gruppo denominato Slow Feet Band, con il quale ha pubblicato l'album Elephant Memory.
È stato presidente della giuria di qualità alla 66ª edizione del festival di Sanremo, che si è svolta dal 9 al 13 febbraio 2016.

## Discografia

### Da solista
Album in studio
- 1992 – Lupus in fabula

Colonne sonore
- 1982 – Attila flagello di Dio (con Franco Mussida)

### Con i Quelli
- 1969 – Quelli

### Con la Nuova Equipe 84
- 1971 – Casa Mia

## Pubblicazioni
- Due volte nella vita (biografia di PFM), edizioni Mondadori
- Sulle corde di Lucio (insieme a Riccardo Bertoncelli), edizioni Giunti, 2008 - ISBN 88-09-05841-0
- Evaporati in una nuvola rock (insieme a Guido Harari), edizioni Chiarelettere, 2008

## Filmografia
- Attila flagello di Dio, regia di Castellano e Pipolo (1982)
- Vado a vivere da solo, regia di Marco Risi (1982)